# Ріпс Ілля Аронович
Ілля Аронович Ріпс (івр. אליהו (איליה) רִיפְּס; англ. Eliyahu Rips, також Ilya Rips; 12 грудня 1948, Рига — 19 липня 2024) — ізраїльський математик, відомий своїми роботами з геометричній теорії груп. Став відомий широкій публіці як співавтор статті про закодовану інформацію в Біблії.

## Біографія
Ріпс виріс у  Латвії (у той час входила до складу СРСР), у сім'ї викладача математики Арона Залмановича Ріпс. Він був першим латвійським школярем, який брав участь у  Міжнародній математичній олімпіаді. Зі золотою медаллю закінчив 23 середню школу (нині Ломоносовська гімназія) міста Риги. 9 квітня 1969 року Ріпс (в той час 20-річний студент  Латвійського університету) зробив спробу  самоспалення в центрі Риги біля пам'ятника Свободи в знак протесту проти вторгнення військ Варшавського договору до Чехії.
По відношенню до математика була використана психіатрія. Він був підданий примусовому лікуванню в «психлікарні особливого типу» з діагнозом уповільнена шизофренія . Пробув два роки в ув'язненні, а в 1972 року рік у, під тиском західних математиків, радянська влада дозволили йому емігрувати в Ізраїль. У минулому  атеїст, Ріпс згодом став ортодоксальним юдеєм.

## Біблійний код Іллі Репса
Ілля «розкрив біблійний код» за допомогою комп'ютера, «довівши», що код, зашифрований у Торі — реальність, він «показує і минуле, і майбутнє людства». Репс стверджував, що в Біблії розповідається про дійсні події з людської історії. Теорію Ріпса підтверджує багато вчених. З іншого боку, не менш відомі вчені її спростовують.
Ріпс видалив проміжки між словами і перетворив текст Тори в безперервний запис, що складається з 304,805 букв (на івриті), потім, за допомогою особливої, розробленої ним комп'ютерної програми, він знайшов різні приховані в тексті комбінації слів і фраз. Без комп'ютера це було б неможливо, тому код Біблії міг бути відкритий тільки після появи комп'ютерів.

## Вибрані статті
- E. Rips, Group actions on R-trees, preprint
- E. Rips, Subgroups of small cancellation groups. Bull. London Math. Soc. 14 (1982), no. 1, 45—47.
- Rips, E.; Sela, Z. Structure and rigidity in hyperbolic groups. I. Geom. Funct. Anal. 4 (1994), no. 3, 337—371.
- Rips, E. Sela, Z. Canonical representatives and equations in hyperbolic groups. Invent. Math. 120 (1995), no. 3, 489—512.
- Rips, E.; Sela, Z. Cyclic splittings of finitely presented groups and the canonical JSJ decomposition. Ann. of Math. (2) 146 (1997), no. 1, 53—109.
- Sapir, Mark V.; Birget, Jean-Camille; Rips, Eliyahu, Isoperimetric and isodiametric functions of groups. Ann. of Math. (2) 156 (2002), no. 2, 345—466.
- Birget, J.-C.; Ol'shanskii, A. Yu.; Rips, E.; Sapir, M. V., Isoperimetric functions of groups and computational complexity of the word problem. Ann. of Math. (2) 156 (2002), no. 2, 467—518.